# 爆走デコトラ伝説
『爆走デコトラ伝説』（ばくそうデコトラでんせつ）は、デコトラ（アートトラック）をテーマにしたレースゲームのシリーズ。通称「デコ伝」。第1作目はヒューマンからリリースされたが、同社の倒産に伴い、後発のシリーズ作品は複数の異なる会社から発売された。
本項目では、1999年にTYOからリリースされた『～アートカミオン～芸術伝』（あーとかみおん げいじゅつでん）も、製作スタッフとゲームシステムの関係からシリーズ作品として取り上げる。

## 概要
ヒューマンではかねてより『ヒューマングランプリ』シリーズというF1をテーマにしたレースゲームを作っていたが、「ヒューマンらしいレースゲーム」を新たに企画した際に持ち上がったのが「デコトラ」（アートトラック）を題材にしたゲームであった。
全国各地に散らばるトラッカーと競走し、プレイヤーの手で装飾した自分だけのデコトラで、日本一のトラッカー（トラック運転手）を目指すというコンセプトで開発され、このゲームの特徴のひとつでもある「車線変更システム」も企画段階から採用されていた。
荷台を彩るペイントはその筋の一流ペインターの監修を受け、レース中のBGMには演歌を採用するなど、本格志向でありながらシンプルなシステムと操作性で一定の評価を受け、人気作品のひとつとなった。
その後、ヒューマンの倒産により、タイトルを継承した続編がスパイクから、メインスタッフが他社へ移籍して新たに手がけた作品がティー・ワイ・オー（TYO）からそれぞれリリースされ、しばらくしてスパイクとジャレコ（メインスタッフの再移籍先）が共同制作をした続編もリリースされた。
本稿では各作品を特記なき限り、以下の名称で記す。
- 爆走デコトラ伝説～男一匹夢街道＝『初代』
- ～アートカミオン～芸術伝＝『芸術伝』
- 爆走デコトラ伝説2 男人生夢一路＝『2』
- 爆走デコトラ伝説 男花道夢浪漫＝『男花道夢浪漫』
- 真・爆走デコトラ伝説 天下統一頂上決戦＝『真・デコトラ伝説』
- 『初代』『芸術伝』『真・デコトラ伝説』の複数作品を同時に挙げる場合は「ヒューマン系」、『2』と『男花道夢浪漫』の2作品を同時に挙げる場合は「スパイク系」と称する。

なお『真・デコトラ伝説』の発売元はスパイクではあるものの、『初代』の流れを受け継いでいるため「ヒューマン系」に区分する。
その他、操作に関して「○○ボタンを押す」と記す場合はそれぞれ各作品の初期設定の状態で説明する
シリーズのイメージ車両は、ヒューマン系作品は関口工芸（本社：埼玉県東松山市）が手掛けた『芸術丸』シリーズであり、スパイク系作品は『一番星』および『烈火伝』。
CEROはB区分（12歳以上対象）。

## プレイモード
作品によって名称は異なるが、概ね以下のように大別される。
- 全国制覇/天下一勝負 本編（『芸術伝』）

本シリーズのメインモード。日本各地の高速道路を舞台に様々なトラッカーと対決し、日本一若しくは天下一のトラッカーを目指す。
基本的には1vs1でのバトルで、勝つとトラッカーとしての知名度が上がり、運賃としてドレスアップや車両購入に必要なポイントがもらえる。
敵車や一般車、側壁に衝突すると積み荷が破損し、その分の損害は運賃から差し引かれる。積み荷を全損させるか規定時間内にゴールできなかった場合は、強制的に負けとなる。
ライバルに勝たないとポイントが貰えない作品と、ゴールさえすればポイントが貰える作品が存在している。
- 男の華道/天下一勝負 外伝（『芸術伝』）/トラッカー劇場（『2』）/男花道夢浪漫（『男花道夢浪漫』）

ストーリー性を重視したシナリオモード。
通常のレースに加え、会話イベントや喧嘩勝負などのミニゲームで構成され、特殊な条件下でのレースも存在する（敵車の破壊、味方車両の護衛など）。
ほとんどのシナリオは全国制覇モードに登場するライバルが主役だが、全国制覇モードをクリアすると、プレイヤーを主役とした恋愛ゲーム風のシナリオがプレイできる。
このプレイヤー主役のシナリオでは、全国制覇モードでカスタムしたトラックを使用することになる。
- 頂上戦争/最強最速戦（『芸術伝』）/タイマンバトル（『男花道夢浪漫』）

最速記録を目指すタイムアタックや、画面分割による2プレイヤー対戦ができる。
作品によってはドライバーの思考を設定してコンピュータ同士で競走させる「ロジック対決」もあり、『芸術伝』『真・デコトラ伝説』では先行車がカメラを独占できる一画面での2P対戦も存在する。
- ペイントモード

荷台のペイントを自分で描くことができる機能が搭載されており、自車に貼り付けることができる。
各作品によりペイントモードへの進み方は異なっており、それぞれ以下の項目から入ることができる。
『初代』は環境設定から選択。
『芸術伝』『真デコトラ伝説』は有限会社 関口工芸内の「自分で描く」を選択。
『2』は全国制覇内のガレージ→アートルームを選択。
『男花道夢浪漫』はメイン画面の「ペイント」を選択。
『初代』では左右面共通で1枚しか設定できなかったが、『芸術伝』及び『2』以降は上面（ダンプ・平ボディはプロテクタ部分）・左面・右面・後面の4面を設定できるようになった。

## 操作
- 方向キーの左右ボタンで車線変更をする。1回目の入力でウインカーが点滅し、2回目の入力で車線を変更する。『芸術伝』『真・デコトラ伝説』では、2回目の入力のタイミングによって車線変更の速さが変化する。
- L・Rボタンをホーンやボイス等に充てるためや、レースゲームに不慣れな初心者への配慮から、シフトチェンジの操作は全シリーズにおいて採用されていない。
- 設定で「シンプル操作」と「カスタム操作」を変更できる。前者は車線変更のみの操作、後者はプレイヤーがステアリングを直接操作するものである。左スティックによるステアリング操作も可能ではあるが、ステアリングコントローラには対応していない。
- 通常のブレーキの他に、2トン車以上のトラックに標準装備されている排気ブレーキを備える。これで減速すると通常のブレーキよりソフトなブレーキングとなり、積荷への負担が少なくなる。ボタン配置や動作方法は、作品により異なる。
- レーススタート時にタイミングよくアクセルボタンを入力すると、ロケットスタートが可能である。
- 敵車の背後につくとスリップストリームを利用してさらに加速できる。スパイク系作品では、一般車からもスリップストリーム効果を得られる。
- 警笛（ホーン）と車外スピーカー（ボイス）を備えており、いずれも一般車に対して効果がある。
  - ホーン：一般車の速度を上げる。パーツショップで音色を変更できる。
  - ボイス：一般車に車線変更を促す。複数の台詞が用意されており、男声もしくは女声から選択できる。『芸術伝』および『真デコトラ伝説』では変更先の車線（左右）によってボタンが異なるほか、左右で異なるボイスを設定することができる。

## シリーズ

### 爆走デコトラ伝説〜男一匹夢街道〜
（プレイステーション用、1998年6月25日 / 廉価版（PlayStation the Best）、1999年11月11日、ヒューマン）
シリーズ第1作目。
デコトラのペイントを数多く手がける有限会社関口工芸（本社：埼玉県東松山市）の関口操を監修に迎える。関口はゲーム内でもトラックをドレスアップするショップの店主という役柄(ゲーム内では「関口親分」と表示される)で登場し、プレイヤーへのアドバイス等を行う。  
レース中のBGMには演歌を取り入れ、北岡ひろし、安藤ひろ子（縣ひろ子）などの歌曲を採用し、志倉千代丸が作曲者として参加。
アクセルベタ踏みと上手な車線変更ができれば十分クリアできるゲーム性の単調さ、演歌調のゲーム音楽やツッパリテイストに統一された実写画像およびボイス、資金をストーリー攻略中に貯められるものの使い道がトラックをデコレーションするだけである点などから、デコトラ文化を茶化すようなリアルさに欠ける作品となった。
自動車レースゲームとしてはエポックメイキングな作品であり、35万本を売り上げたヒット作だったにもかかわらず、発売翌年にヒューマンは倒産。続編は異なる会社から発売される事となった。

#### ゲーム概要
- 本作はメインモードの「全国制覇」、タイムアタックの「頂上戦争」、ストーリーモードの「男の華道」、ロジック対戦の「頭脳対決」の4つのモードで構成される。
- プレイヤーがドレスアップできるトラックは中型のカーゴ車のみ。
- 走行できるコースは東名高速道路・中央自動車道・名神高速道路・中国自動車道・九州自動車道・関越自動車道・東北自動車道・道央自動車道。
- 実在するデコトラや、実在のデコトラをモデルにしたゲームオリジナルの車両も多数登場。
- 視点は標準・迫力・ドライバー視点から選べるほか、L2ボタンを押すことで自車の回りを回転しながら映す特殊視点がある。
- ライバルキャラクターは大半が芸能人や俳優をモチーフにしている。これは後に発売される作品でも継承されていくが、作品によっては一部名前が変更されているものもある（例・静香→涼香→静、等）。また、ヤンキーやチンピラ風のキャラ設定のライバルが多く、顔のグラフィックもかなり独特な変顔風のタッチで描かれている。
- 一定数のライバルを倒した後「ショップ」へ行くと、性能向上イベントが発生する。低速域（加速重視）・中速域（トルク重視）・高速域（最高速重視）の中から1項目を選び、トラックの性能を向上させることが出来る（全3段階・後からの変更は不可）。

#### デコトラのパーツ・ペイント等
- 第1作目ということもありパーツの種類は少なく、ドレスアップの自由度も非常に低い。
- 敵車専用のカラーやパーツが非常に多く、自車用パーツと敵車パーツの種類に明確な差が生じている。
- リアバンパーの数は豊富だが、ハシゴやミラー、フロントデッキの種類が極端に少ないなど、パーツ毎のばらつきが非常に多い。
- プレイヤーが装着できる荷台上パーツはロケットのみ。敵車に多く装着されている荷台前のアンドンや、荷台上の装飾はプレイヤーは装着不可能。
- プレイヤーが装着できるパーツは1980 - 90年代前半頃のデコトラをモデルにしたものが大半を占めるため、敵車のパーツと比較してラインナップに大きな偏りが生じている。特にレトロ系トラックやメッキ系トラックは敵車では多く登場するが、プレイヤー用パーツにそれらの系統のものは存在しない。
- アンドンの自由度も敵車両と比べて非常に低く、敵車のアンドンは複数の配色や模様・文字入りが基本であるが、プレイヤーはアンドンの色を単色塗りのみしか選択できない。
  - 一部のフロントデッキおよびボディのアンドンは色を変更できないものが存在し、敵車のアンドンのような複数の配色となっている。
- ボディパーツの種類は最初に選んだ車種によって違うものになる。また予め決められた組み合わせしか選べず、続編のようにフロントアンドンやフロントスクリーン、ボディカラー、メッキ等を自由に選択出来ない欠点がある。
- オリジナルペイントは側面または天面の1種類のみ。
- 「芸術丸」と「芸術丸II」のペイント・パーツが一部使用可能。ただし、アンドンの配色はオリジナルとは違い1色のみ。

#### 登場する車両
カッコ内はゲーム中での名称。

##### プレイヤー選択可能車種
- 日野・レンジャー（ソルジャー） - 高速域重視
- 三菱ふそう・フルコンファイター（ファイト） - 高速域重視
- 日産ディーゼル・コンドル（ゴンドラ） - 中速域重視
- いすゞ・フォワード（フォーク） - 中速域重視
- マツダ・タイタン（タイソン） - 低速域重視

##### その他
いずれも「男の華道」モードで特定の条件を達成すると使用可能になる。
- 高級車
- 日産・R390（レーシングカー）
- フェラーリ・F50（スポーツカー）

#### その他
- 荷物はランダムで決められ、プレイヤーは自由に選択できないため、わざとショップへ行くなどして変更するしかない。
- 前述の性能向上イベントを一度逃してしまうと、自車の性能を上げることが一切できなくなる。特に最初に選択したトラックと難易度の組み合わせによっては、敵車に追いつくことすらできずゲームクリアが非常に困難になる場合もあるため、用がなくてもこまめにショップへ行く必要がある。
- パッケージやムービーなどに登場する芸術丸は、キャビンやホイールなどが実際の車両とは異なり、アンドンも筆文字ではなくフォント文字である。説明書においても、関口はペイント以外は関与していない旨の注意書きがなされている。
- オープニングムービーには『芸術伝』以降の作品に登場する「芸術丸II」が登場する[5]。本作には登場しないが、ペイントとパーツの一部を自車に使用可能。
- 男の華道「燃えよ炎の舞」に登場し、「極道の兄貴」が運転する黒塗りダンプ「サソリ」は、かつて発売されたVシネマ『爆走トラッカー軍団2 暴走族死闘編』で「サソリのダンプ」として登場した初代芸術丸[6]をベースに、本作では大型ダンプとして登場している。
- トラックの排気音は映画から録音された。
- 敵車のほとんどは、実在するアートトラックをモデルにしている（ただしペイントが関口工芸に描き直されていたり、車種が変更されているなど、若干の相違点がある）。
- 本作は1人プレイ専用のゲームであるが、ケース裏面のプレイヤー数に「1～2人」と記されるミスが発覚し、追加販売分に関してはパッケージに一人プレイである旨のシールを貼って対応した。
- プレイヤーのトラックのみやや縦長のモデリング(画面上のレーダーもプレイヤーのみ僅かに縦長である)で、ライバルのトラックのモデリングと差異が生じている。

#### BGM楽曲
サウンドトラック盤は『爆走デコトラ伝説 男一匹夢街道 ― オリジナル・サウンドトラック&ヴォイスコレクション』（品番:FSCA-10044）として1998年7月17日に発売された。詳細な収録曲は同項目を参照。

#### 声の出演
- 欽太:巻島直樹
- 野波亜希:田村ゆかり
- 野波茂:辻親八
- 桜木美紀:笹本優子
- 北原雪江:平松晶子
- 藤沢久美:かないみか
- 清瀬奈美:松倉羽鶴
- 大森恵:中島麻実
- 武田橋ノ介:谷山紀章

### ～アートカミオン～芸術伝
（プレイステーション用、1999年12月16日、ティー・ワイ・オー / 廉価版、2002年12月12日、アルファ・ユニット）
「真デコレーショントラックシリーズ」と銘打った『初代』に次ぐデコトラゲーム作品であり、「デコトラ伝説」名義ではないが『初代』の流れを汲む作品として大幅な進化を遂げた。“アートカミオン”とは、デコトラのもう一つの呼称である「アートトラック」のトラックの部分をフランス語やイタリア語の「カミオン」に置き換えたものである。
本作は『2』と同時発売ではあるが、公式発表がこちらのほうが早かったため本稿ではこちらを先に取り上げる。
スタッフは『初代』のメンバーが参加し、ディレクターに細渕哲也、監修に関口操を引き続き起用。なお、ロゴマークの「芸術伝」の筆文字も関口が書いたものを使用している（ロゴマークの右下に関口のフルネームの入ったマークが付けられている）。BGMには今作も演歌を採用し、歌手は北岡ひろし・安藤ひろ子が引き続き起用される。なお、『初代』で楽曲製作に携わった志倉千代丸が『2』の制作側に回ったため、サウンドプロデューサーとして新たに後藤重満（スキャット後藤）が起用されている。
当作品のパッケージ等に登場しているイメージ車両は日野・クルージングレンジャーベースの『芸術丸III』。後に発売される『全国デコトラ祭り』でもイメージ車両として登場している。

#### ゲーム概要
今作では大きく分けて本編及びストーリーモード（外伝）の「天下一勝負」と2P・ロジック対戦及びタイムアタックの「最強最速戦」の2つのモードから構成される。
全体のガイド役として、朝倉かずみがゲームの進行や案内を行う。ただし前作の藤沢久美とは異なり、外伝には登場しない。
ゲーム画面も一新され、レーダーや荷物破損ゲージも見やすく変更され、視点は前作同様の標準・迫力視点に、新たに内装が描写されるようになったドライバー視点、△ボタンを押すことで自車の周りを回転しながら映す特殊視点（トンネルや橋などを通過するときは車両正面を映す）がある。
天下一勝負の本編及び外伝の「帰港」編をクリアすると、エンディングとして実車の芸術丸IIIが登場するムービーが流れる（船出・海戦編では黒背景のシンプルなエンディングが流れる）。
- 天下一勝負

『初代』の「全国制覇」モードに当たる。外伝『船出』編を終了した後、運送会社「大岩運送」で契約ドライバーになるところからゲームが開始される。
本編は「改新の旅立ち」「激突勢力争い」「最強軍団到来」「超重量バトル」「伝説への挑戦」の5章構成で展開される。
プレイヤーがドレスアップ出来るトラックの種類が増加し、ゲーム開始時には「志野旧型」という旧型トラックからのスタートとなり、ゲームを進めていくことによりさまざまな種類のトラック（志野・光岸・いつず/ハコ・ヒラ・ダンプ）に乗ることができるようになる。
さらにゲームを進めることで、大型免許取得のために自動車教習所へ通うこととなり、4段階の教習（ミニゲーム）をして大型免許を取得することで、大型車（光岸・いつず）を購入することができる。
リプレイ機能が追加された。
今作では他のシリーズ作品のような日本地図画面からの路線選択ではなく、貨物の伝票を選択するという独自の形式を取っている。目的地到着後には納品書にサインをすることでレースは終了となるが、レースをやり直したい場合は拒否（いいえを選択）をしてやり直すこともできる。
伝票には「路線名・積荷・納期」が記載され、伝票ごとに対戦相手は異なる。伝票は常に2～4件が同時に発生し、納期を過ぎた伝票は消滅する。この場合、その伝票の対戦相手とは1周目は勝負することができない。
前作の「ショップ」が「有限会社 関口工芸」に変わり、各パーツのカラーやリレーパターン・リレー速度などを細かく調整できる「こだわる」モードが追加された。
走行中はBGMに使われている曲の歌詞テロップが流れ、間奏時は「（間奏○○秒）」と表は示される（ドライバー視点の場合は表示されない。設定で常時OFFにすることも可能）。
楽曲の設定（初期設定・ランダム・男性/女性ランダム）や歌詞表示の有無、楽曲の試聴などは環境設定で行えるが、スパイク系の『2』や『男花道夢浪漫』のように、走行時に楽曲指定を行うことはできない。
前作同様、本編のライバルの多くは実際の有名人をモチーフにしているが、『2』とのバッティングを避けるためほぼ全てのライバルが一新された。また、ヤンキー、チンピラ風のライバルは減り、独特だった絵のタッチも変更されている。
プレイヤーのトラックに中型ダンプカー（4t、実際の特定中型車両に相当）・平ボディ（4t）・大型トラック（10tカーゴ車）が追加された。これらの車輌は天下一勝負・本編モードで順次入手可能。ただし所有できる車種はカテゴリごとに一台ずつのみ（計5台）で、同一カテゴリで2車種以上を同時に所有することはできない。
走行可能な路線に北陸自動車道と山陽自動車道が追加された。
「天下一勝負・外伝」では3つのストーリーが用意され、プレイヤーである主人公の過去の話である「船出」と、主人公のライバル・蟹崎譲治を主人公とした「海戦」、天下一のトラッカーとなった主人公の後日談である「帰港」（『帰港』のみ、本編で天下一にならないと解放されない）の3本で構成される。
「帰港」編では『一番星』をモチーフとした車両が「謎のトラック」として登場しているが、搭乗者は『謎の男』となっている。
- 最強最速戦

前作の「頂上戦争」と「頭脳対決」が一つのモードになり、2P対戦・タイムアタック戦・ロジック対戦・特殊対戦の4つから構成される。
今作からは2P対戦も可能になり、コースは「海岸」「山間」「田園」の3種類から選択でき、BGMは演歌ではない曲が専用に4曲用意されている。これらの曲は環境設定では聞くことはできない。
特殊対戦は画面分割なしの2P対戦レースで、レーダー上に表示されるバーを通過するとカメラがバーを取った車両を映すというレース。
バーには点数があり、青は+5点、黄色は0点、赤は-5点となる。さらにカメラに自車両が映し出されている間は1秒に付き1点がプラスされ、先にゴールすると得点が倍になる。

#### デコトラのパーツ・ペイント等
- 前作のように最初から全てのパーツが使える訳ではなく、ゲーム進行に伴い使用可能なパーツが徐々に解放されていく仕様に変更された。特定の敵と戦わないと手に入らないパーツもあり、逃すとその後入手できなくなってしまう。取り逃してしまった場合は、ゲームを最初から若しくは伝票が消滅する前のデータからやり直すしかないため、非常に手間がかかる仕様となっている。
- レトロやメッキなど、パーツがジャンル分けされた。
- 前作において最大の不満点であった、パーツやアンドンにおける自由度・選択肢の少なさがある程度改善された。
  - 前作では敵車専用のパーツだった荷台前アンドンや、荷台上アンドンがプレイヤーも装着可能になった。
  - 自車のアンドンも複数の配色・文字入りが基本となり、「こだわる」システムによって細かく変えることができるようになった。しかし、RGB値での変更はできないため、依然として敵車専用カラーは非常に多い。
  - ボディはフロントスクリーン、フロントアンドン、ボディカラー、メッキ等を自由に組み合わせることができるようになった。また、カラーやメッキは部位毎に細かく変更できる。
- パーツ総数は増加したものの、敵車専用パーツやパーツ毎のばらつきは今作でも非常に多い。特にラッセル戻しは短い形状のものしか存在しない、ロケットやフロントスクリーン、リアバンパーの種類が極端に減ってしまっている、黄金パーツなどの既存パーツのコンパチで種類をかさまししているなど、前作に比べ明らかに退化している部分もある。
- 前作から一転し、レトロ系パーツが増加しておりモダン系パーツは大幅に減ってしまっている。なお、本作から一番星風のパーツが使用可能となった。
- 現実世界では装着不可能なパーツ（極端に幅が長い、極端に電飾が多い、極端に鋭角など）が追加されたが、その追加分を差し引き、現実的なパーツがいくつか削られてしまっている。
- 電飾のパターンも変更できるようになった。
- ダンプは「こだわる」ことで荷台の幅をかさ上げすることができる。
- 敵車と比較して自車のパーツのみ白くメッキ感が無いなど、本作から敵車と自車のパーツのグラフィック表現やモデリングのクオリティに明確な格差が生じてしまっている。
- ドレスアップの度合やパーツの着け方に応じて、関口親分から「技あり」や「究極奥儀」の評価が与えられるようになった。
- オリジナルペイントは車種別に荷台の左・右・後ろ・天面（ダンプ・平荷台の場合はプロテクター：キャブ背面のあおり）に分けて描画可能になった。
- キャブ（運転台）の内装もアレンジできるようになった。
- パーツの値段が前作に比べ大幅に安くなっている。

#### 登場する車両
カッコ内はゲーム内での名称。

##### プレイヤー選択可能車種
- 日野・レンジャー（2代目KL型）（志野旧式）
- 日野・スペースレンジャー（志野ハコ・ダンプ・ヒラ）
- 三菱ふそう・フルコンファイター（光岸ハコ・ダンプ・ヒラ）
- いすゞ・フォワード（いつずハコ・ダンプ・ヒラ）
- 三菱ふそう・スーパーグレート（光岸大型）
- いすゞ・ギガ（いつず大型）

##### その他
- トヨタ・マッシーダイナ（トヨカ） - 特定のライバルを倒すことで使用可能

#### その他
- 敵に負けてもゴールさえすればBPが貰える仕様に変更された。
- 時間帯に夕方が追加された。ゲーム上では夜間扱いではなく、昼間の扱いとなっているため、ライトアップはされない。
- 前作に比べ、一般車がボイスですぐに車線変更してくれるようになった。
- 実在するトラックや実名で登場するトラックが大幅に増加した（月の娘→綾太郎、雷神丸→竜神丸、駿河丸→駿河の歌麿など）。
- 前作における「日本全国を走破し、各地のライバルとの手合わせを経ながら一人前のトラッカーとして大成する」という大筋は継承しているが、「日本一のトラッカー」というよりも1対1の対決を通じて「天下一のトラッカー」を目指す展開となっている。このため、本編クリアに際しては登場する全てのライバルに勝利する必要がない（次項も参照）。
- 今作では朝倉かずみから渡される行先伝票を選択しながら本編を進めていくことになる。この点は登場するすべてのライバルを打破しなければならなかった前作と異なる。ただし、終盤に登場する一部のライバル（伝票45 - 50番）はすべて打破する必要がある。本編の伝票は1 - 50番まであり、途中で対戦できなかったライバルとは、本編クリア後のフリー対戦において、一部のライバルを除き勝負が可能。
- 走行中のエアータンクのエア抜きの音に通称「ピーヒャラ」を採用している。
- 他作品と比べ荷物が破損しにくく、ビール瓶など比較的破損しやすく設定されている荷物でも数回のブロックでは損傷が少ない。また前述の伝票選択システムにより壊れにくい積荷の伝票のみを選ぶことも可能なほか、ダンプおよび平ボディーに乗車している場合はどの伝票においても一切破損しない専用の荷物（土砂など）に変化する。荷物が壊れた際の減俸額もやや低めに設定されている。
- ハンディ機能が導入されており、ライバルとの対戦中は前走車の最高速度が低下（140 km/h程度）し、後続車は向上するようになっている。双方の差が縮まると前走車の速度もある程度上がるため、お互いに簡単に追い抜かれることはない（後方の車両が性能面で著しく劣る場合は無意味）。
- 自車の性能向上イベントは廃止され、ゲームの進行に伴い自動でその車種の主要性能（低、中、高速域）が上がるようになった。極端に性能差のあるライバルも存在しないため、難易度は前作に比べバランスが取れている（最初の旧型トラックでクリアすることも可能）。
- 10t車に乗らなくてもゲームクリアすることが可能(教習所に登録した後に、10t車の購入自体は行う必要がある)。
- 前作に比べ、プレイヤーとライバルのトラックのモデリングの格差が解消されているが、プレイヤーの10tカーゴ車のみ、やや縦長のモデリングとなっている。
- 前作同様、本来は助手席側にしか装着されない安全窓が運転席にも装着されている。
- トラックや道路などのグラフィックでジャギーが非常に多い。PS2の補完処理機能やエミュレータを使用することで一部解消可能。
- 旧型のPS本体では全体的にロードが遅く、各種メニュー画面などでの操作レスポンスが悪い。PS2の高速読込機能を使用することで一部解消可能。
- PlayStation 3ではフリーズが多発するため、事実上プレイ不可能。
- 「改新の旅立ち」および「伝説への挑戦」の名称は後に発売される『真・デコトラ伝説』の全国制覇モードでも使われているが、本作のようなストーリー展開は特に発生しない。
- 安藤ひろ子が歌唱する「マニキュア」は2コーラス後の間奏でカット（フェードアウト）されている。
- パッケージや説明書等で使われた芸術丸IIIのCG画像は、2007年にジャレコより発売された『全国デコトラ祭り』にも流用されている。
- 後に発表された『2』との関係で、当時の広告には「類似品にご注意ください」との表記がされていた。
- 「真デコレーショントラックシリーズ」の一つとして、テーブルゲーム『アートカミオン双六伝』（PS）がアフェクトより発売された（2000年4月27日）。
- その後TYOがゲーム事業から撤退した関係もあって、価格を下げた廉価版は2002年にアルファ・ユニットより発売。その際パッケージが変更され、「真デコレーショントラックシリーズ」の文字は入っていない。

#### BGM楽曲
サウンドトラック盤は『アートカミオン芸術伝 爆走音盤』（品番:MJCG-80019）として2000年2月21日に発売された。詳細な収録曲は同項目を参照。

#### 声の出演
- 都蔵さゆり:小山裕香
- 白石遼子:丸尾知子
- 蟹崎百恵:前田このみ
- 蟹崎譲治:田中一成
- 三郎:土門仁
- 蛭子:幸野善之
- 謎の男:岸野幸正

### 爆走デコトラ伝説2 男人生夢一路
（プレイステーション用、1999年12月16日 /  廉価版（PlayStation the Best）、2000年12月7日、スパイク・ヴァイル）
『デコトラ伝説』のタイトルがヒューマンからスパイクへ移ってから初めての作品であり、『芸術伝』と同日に発売された。
タイトルこそ引き継がれたが、製作スタッフが変更されたため、前作とやや異なるゲーム構成となった。
本作のメインイメージ車両はオリジナルの「二代目一番星」。オープニングムービーや広告などには芸術丸の代わりとして中型カーゴ車「烈火伝」と大型ダンプの「龍虎丸」が登場。「龍虎丸」と「二代目一番星」は本編「全国制覇」にて対戦が可能である。
イメージキャラクター、監修、ボイス出演に映画『トラック野郎』シリーズ主演（桃次郎役）の菅原文太を起用し、より『トラック野郎』色の強い作品となった。語りにはユースケ・サンタマリアを起用している。特定のペインターの監修は一切受けていない。
BGMには今作でも演歌が取り入れられているが、担当する歌手は北島三郎ファミリー（小金沢昇司、山本譲二、原田悠里、和田青児など）に変更されている。前作で作曲を担当した志倉千代丸は今作でも引き続き起用されているため、志倉が作詞・作曲を手掛けた前作のメインテーマ曲「男一匹夢街道」は本作では和田が歌唱している。
初版には『Driver』の体験版と『V-RALLY CHAMPIONSHIP EDITION 2』のムービーを収録したディスクが同梱されていた。

#### ゲーム概要
- 今作では前作から継承された「全国制覇」のほかに、前作の「男の華道」から名前を変えた「トラッカー劇場」、ロジック対戦の「頭脳対決」、2P対戦の「実力対決」の4つのモードで構成される。
- 新機能としてニトロ機能の「男の気合」が設定された。ゲージは炎のエフェクトで表示される。
- プレイヤーがドレスアップ可能なトラックにダンプカーと10t車が追加された。「全国制覇」のスタート段階では5台の中型車に12色の車体色、そしてカーゴとダンプのいずれかから選べる。
  - ゲーム中盤、レース中にプレイヤーのトラックが故障して強制的に敗北となるイベントが発生するが、過去に戦ってきたライバルたちから大型トラックの購入資金が贈られ、大型トラックを購入することでゲームを継続できる。
- 視点モードは標準（俯瞰）→ドライバー視点→回転視点→真上視点の4種類が用意されている。
- 積荷と積載量はプレイヤーが選択可能。積載量を増やせばトラックの性能は落ちるが賞金額が増え、減らせばトラックの性能が向上する。ただし、積載量を減らすと隠しパーツの取得が困難になるデメリットがある。
  - また、BGMの選曲もレース毎に可能になった。
- 高速道路は片道だけでなく往路と復路が設定されている。北海道→九州→北海道の要領で日本列島を縦断するルートのため、全高速道路の上下線を1回ずつ走る構成となっている。
- 「男の華道」から名称の変わった「トラッカー劇場」は全5部構成となっている。「誕生トラック野郎」は最初からプレイできるが、「北へ～望郷特急便～」「爆走姫トラ伝説」「激突！頂上対決」の3本は特定のライバルが登場することで、最終章の「男人生夢一路」は全国制覇をクリアすることでプレイ可能となる。
- プレイヤー以外の登場キャラクターは全国制覇モードのライバルも含めてフルボイスである。

#### デコトラのパーツ・ペイント等
- パーツ購入とペイントのショップが分離された。ショップには誰も存在せず簡素化し、イベント等も一切発生しない。
- パーツ着脱はガレージモードで行う。パーツ及びペイントはガレージでストックできるようになった。
- 初代において最大の不満点であった、パーツやアンドンにおける自由度・選択肢の少なさがある程度改善された。
  - 初代では敵車専用のパーツであった、荷台前アンドンや荷台上アンドンがプレイヤーも装着可能になった。カーゴは車格によって荷台上の装飾が違い、10tカーゴは「荷台上アンドン」、4tカーゴは「ロケット」のみが装着可能。
  - 各パーツ毎に同じ数（15種類）のパーツが用意されており、初代や芸術伝にみられたパーツ每のばらつきが改善されている。ただし、初代と同様にレトロ系パーツはほぼ存在せず、大半がモダン系パーツとなっているため、レトロ系トラックを作ることは難しい。
- パーツの種類によっては2色のアンドンを選択できるようになったが、初代と同様にプレイヤーのアンドンは基本的に単色で、RGB値での変更も出来ないため、依然として敵車専用カラーは多い。
  - 初代と同様、一部のフロントデッキや荷台前・荷台上アンドンなどで色を変更できないパーツが存在し、文字入りや複数の配色となっている。
- 初代と違いボディカラーやフロントメッキも自由に変更できるが、芸術伝のように部位毎に細かくは変更できないため、やや自由度に欠ける。
- 特定の条件を満たし勝利すると敵車のペイントを取得できる。また、パーツも一部のみ取得できるようになった。ただし一部のアンドン以外はオリジナルの配色とは異なり、プレイヤーは1～2色しか選択できない(つまりオリジナルの配色は再現不可)。
- 他作品と比べ現実離れしたパーツは少なく、パーツのリアル度も比較的高い。また敵車のパーツも一部使用出来るため、ヒューマン系作品にみられる自車と敵車のパーツの格差はあまりない。
  - ただし、プレイヤーのダンプは荷台のかさ上げや、荷台上にパーツの装着ができない等、ライバルのダンプや他作品と比べて荷台周りの改造やドレスアップの自由度が低い。
- ペイントをリムーブ出来るようになった。
- 荷台のカラーも変更可能になった。
- パーツの値段はやや高価に設定されている。
- ペイント類はすべて製作側による独自の絵柄のため、やや見劣りする。

#### その他
- ライバルに負けてもゴールさえすればBPが貰える仕様に変更された。
- 一般車両へのスリップストリームが可能になった。なお、一般車両が大型であるほどスリップストリームの効果が強まる。
- 時間帯は走行中に変化し、トラックもそれに合わせて自動でライトアップされる。また、タコメーターも夜間やトンネル内で色が変化する(中型車は黄色、大型車は緑色)仕様になった。
  - 時間帯に夕方が追加された。芸術伝と違い、夜間扱いになっているためトラックはライトアップされる。
- トラックのモデリングの質が向上し、前作にあった運転席にも安全窓が装着されているミスや、4tカーゴのプレイヤー車とライバル車のモデリングの格差が解消された。ただし、プレイヤーの10tカーゴのみ縦長のモデリングになってしまっている。
  - また、プレイヤーの中型ダンプは他作品に比べて全体的にサイズ感がかなり小さく、大型ダンプの荷台の幅も他作品やライバル車と比べてかなり狭い。荷台のかさ上げも不可能なこともあり、プレイヤーのダンプはライバルのダンプと比べて見た目での格差が生じている。
- 荷物が破損しやすく、特に破損しやすく設定されている荷物は数回のブロックで全損してしまう。なお、ダンプ車の荷物も破損する。
- 以下の理由により難易度はやや高く、他作品に比べ現実性を重視した作品となっている。
  - ライバルのCPUは知能が大幅に向上しており、初代のようにプレイヤーをブロックしてくるタイプと、プレイヤーのスリップストリームを避けてくるタイプが存在している。
  - 他作品に比べて大型車の動きが鈍い。車線変更が中型車と比べて非常に遅く、走行中に車体が振られて勝手に車線変更してしまったり、カーブで外側に膨らみ壁に車体を擦ってしまうこともある[10]。
  - 交通違反（一般車への接触、路上での停車）を繰り返しているとパトカーが出現し、プレイヤーを妨害してくる。ゴール時にパトカーが前方にいた場合、反則金を徴収され報酬から減額される。ただし敵車への妨害は一切行わない。
- レース中、時々処理落ちが見られる。
- 走るルートによっては沿線地域の特産品を運ぶことができる（例：東名高速道路で浜名湖産のウナギ、九州自動車道で鹿児島県産の豚肉など）。
- 全国制覇モードクリア時にプレイヤーへの評価がある。好成績を残すことで『週刊ヤングジャンプ』連載作品『わっぱ烈伝 爆造』（著・高橋幸二）の流星号が登場するが、正規ルートでの出現は極めて難易度が高い。特定の隠しコマンドを入力することでも登場する。
- 全国制覇モードクリア後に「カーショップ」が追加され、トラックの購入および売却が可能になる。
- グラフィックやCGムービーの質は1999年当時のPSソフトとしては高い。
- オープニングおよびエンディングに登場する中型カーゴ「烈火伝」は本編には登場しない。ただし、ゲーム本編には名称・カラーリングともに類似した「烈火丸」というトラックが登場する。
- 前作同様、ライバルのトラックは車種が変更されているのもあるが、実在するアートトラックがモデルになっている。

#### 登場する車両
カッコ内はゲーム内での名称。

##### 中型トラック
- 日産ディーゼル・ファインコンドル（NIS CON）
- 日野・レンジャー（HIN RAN）
- いすゞ・フォワードジャストン（ISU FOR）
- 三菱ふそう・フルコンファイター（MIT FIG）
- マツダ・タイタン（MAZ TIT）

##### 大型トラック
- いすゞ・ギガ（ISU GIG）
- 日野・スーパードルフィンプロフィア（HIN SD-PRO）
- 日産ディーゼル・ビッグサム（NIS B-THU）
- 三菱ふそう・スーパーグレート（MIT S-GRE）

##### その他
- 三菱ふそう・キャンター（ノーマルトラック） - ゲーム中唯一のノーマル2t車。

#### BGM楽曲
サウンドトラック盤は『爆走デコトラ伝説2〜男人生夢一路〜 オリジナルサウンドトラック』（品番:CRCN-45595）として2000年1月21日に発売された。詳細な収録曲は同項目を参照。
なお、収録曲は一部のテーマ曲を除き、「オプション」内の「歌選択」の項目で聞くことができる。

#### 声の出演
- 文次郎:坂本正吾
- 辰雄:桐生康詩
- 松肩:田中一成
- 健さん:岸野幸正
- 晃:若本規夫
- 大蔵:三木眞一郎
- 信一:上田祐司
- 大次郎:江川央生
- 山代:井上晃一
- 伸太郎:柴崎蛾王
- 磐下:速見圭
- りこ:勝生真沙子
- 涼香:高乃麗
- 鈴樹:瀧本富士子
- 力弥:植木亨
- 金太:世田壱恵
- 田仲:内海賢二
- 磐木:矢尾一樹
- 浩二郎:高原敏明
- つとむ:藤田圭宣
- 石蔵:室園丈裕
- 三郎:二又一成
- 由利:緒方賢一

### 爆走デコトラ伝説　男花道夢浪漫
（プレイステーション2用、2003年1月23日 / スペシャル、2003年11月6日、スパイク・パオン）
『デコトラ伝説』シリーズとしてプラットフォームをPS2にしてから初の作品であり、この作品のみロゴタイプが異なる。
BGMは『2』から引き続き北島三郎ファミリーを起用し、サウンドコーディネーターとして志倉千代丸も引き続き起用。一部楽曲の作詞作曲も手掛ける。
イメージ車両は『2』で登場した「二代目一番星」と「烈火伝」。ただしどちらもオープニングムービーに登場するものの（烈火伝のみパッケージにも登場）、本編では一切登場しない。

#### ゲーム概要
- 本作では「全国制覇」「男花道夢浪漫」「技能競技会」と2Pバトルの「タイマン勝負」から構成される。
- 前作同様「男の気合(ニトロ機能)」が実装されているが、ゲージ制から1レース3回までの回数制に変更となった。また使用時のエフェクトも白煙とブラックマークから炎が噴き出る演出に変わっている。
- レース画面では現在位置ゲージがメーターの中に入るなど表示に変更があり、壊れ物や魚介類等の場合は荷物破損ゲージの脇にそれぞれのアイコンが表示される。
- レース中の視点は「ドライバー」→「バック」→「迫力」→「フライト」の4種類からあり、各種設定で初期状態を変更できる。
- ドライバー視点はバックミラーを搭載（左右1個ずつ、丸型サイドアンダーミラーが左側に1個）。他作品のように自車後方を直接見ることはできない。このため相手をブロックするときにはレーダーも頼りにしなければならない。
- 「全国制覇」では各エリア毎に3人のライバルがおり、2人目までを倒すと3人目が出現する。
- 前作とは違い全国制覇モードの伝説度は2周目以降も上げることができるため、早ければ3周目の途中でカンストさせることが可能。ただしライバルに負けると少しだけ減少してしまう。また前作にあった厳しい条件(荷物の積載量など)は無くなり、単純にライバルに勝っていけば伝説度を増やせる。
- ライバルに勝つとペイントを入手(相手には『屈辱の烙印』を押すことが)でき、一人のライバルにつき4枚のペイントすべてを入手すると黄金パーツの獲得条件が整う。
- この作品のみコース名が「○○自動車道」ではなく「○○圏」という表記になり、そのうち中央圏コースはランダムで「峠道」に変化する。
- ライバルを選んだあとの『出発設定』で前作同様レース中の演歌やボイス、積載物や積載量を選択できる。
- 今作から十字ボタンでの車線変更と左スティックでのステアリング操作を、レース中に切り替えられるようになった（十字ボタンや左スティックが入力されると、対応した操作方法へ自動的に変化する）。特に中央圏コースの峠道は左スティックによる操作が重要なカギを握る。
- 「技能競技大会」を所定の成績でクリアすると大型車の搭乗・購入資格が得られる。ただし『芸術伝』や『真デコトラ伝説』の教習所とは違い各項目ごとの制限時間が非常にシビアで、特に後半の題目になると難易度が上がる。
- プレイヤーのトラックのセッティング(性能調整)が可能となった。全国制覇でライバルを1人倒すごとにグラフ1目盛り分が貰え、最大で15目盛り獲得することができる。
- 男花道夢浪漫に登場するキャラクターは大半が前作からの続投だが、人物の設定は大幅に変わっている。中にはボルサリーノ2に扮した田仲のように元ネタが存在するケースもあれば、健さんのように容姿は少々変わっていても根本的な部分は歴代シリーズを継承しているケースもある。また万田や末田など歴代シリーズと同様に有名人をモチーフにした新たなキャラクターも登場している。

#### デコトラのパーツ・ペイント等
- パーツ・ペイント類は一部を除きショップで最初から全て購入可能で、ガレージでストック可能。
- 「レトロ系パーツ」は無くほぼ全て「モダン系パーツ」となっている。また各パーツには一風変わった名前が付けられている。
- この作品よりボディメッキを細かく装着(フロント・サイド・コーナー)できるほか、燃料タンクをメッキ仕様にすることも可能。
- 位筒・メガは元ネタ(いすゞ・ギガ)の関係でバンパービルトイン型のヘッドライトを採用しているため、フロントバンパーには全パーツ共通でヘッド・フォグを兼ねるライトが備わる。
- 電飾およびアンドンの色彩変更がパート分けされていない（パーツ一括での色あい変更のみ）、電飾の流れ方が変更できない、リアウインカーに一切のパターンが付いていない、意味不明なパーツ名など、全体的に作りの甘さが目立つ。また注目度の概念が今作に限って無くなっており、アートアップする意義が失われている感は否めない。
- ホーンやマフラーをショップやガレージで試聴できなくなっている。
- オリジナルペイントは天面、左右側面、後面に分けて描写可能。ただし文字類が決められたもののみで自由に選べない、線描写の太さ変更が無くなっている（線により文字類を書くとき大いに不便）等、ペイントツールの使い勝手は悪い。
- ペイントはリムーブして元の荷台に戻すことも可能（入手したペイントが無くなるわけではない）。

#### その他
- ゴール時の表示は「勝利」「敗北」のほか、ライバルとギリギリの状態でゴールした時は「辛勝」「惜敗」大差をつけてゴールした時は「鬼勝」「惨敗」と表示される。
- 他作品であったポーズ時からの再戦（スタート状態に戻る）は今作ではカットされており、やり直したいときには(セーブしているという前提で)リセットするか、わざと負けるか棄権して道路の選択から始めなければならないため非常に不便。またポーズ状態でもBGMの演歌は流れ続ける。
- 前作同様トラックのモデリングが良く出来ており、また道路に関しても細かい描写(上下線で高低差がついている等)がされているため、グラフィック面での評判は概ね良好。
- プレイヤートラックの性能セッティングの変更ができるものの、どんなセッティングを施しても加速性能がわずかに変化するだけで（「最高速度」という項目もあるにはあるが、実際に強化されるのは高速域の加速力）、実質的にセッティングの意味を成していない。このため中型車と大型車のデフォルト状態での最高速の差は埋められず、中型車でのプレイにおける難易度の高さが変わらない。
- 荷物が非常に壊れやすく、種類によっては10回程度の接触で全損してしまう（ただし減俸額は上昇しにくくなっている）。
- 本作の全国制覇モードにはストーリーが存在せず、ただひたすらバトルを繰り返す構成になっている。レース前後のライバルのセリフに関しても、3周目以降のレース前のテキストが変化するだけで非常に単調。
- 前作同様、交通違反を繰り返しているとパトカーが出現するが、妨害の対象が「先行しているトラック」に変更された。また、敵車との接触も交通違反とみなされるようになった。
- 今作に限りオービスが登場し、100km/h以上で通過すると赤いフラッシュが焚かれ、全国制覇モードではレース終了後に反則金(1,000金)を押収される。ただしレース開始前の道路交通情報で「安全運転でいってらっしゃい」「ゆとりをもって安全運転」と表示されている場合には作動しないようになっている。
- レースによっては一般車が増える「混雑」、車線を一部ふさぐ形で停まっている「故障車」、また道路巡回車が停車している状況もあるため、それらを考慮してレースをする必要がある。
- トラックが大型・中型の箱車のみとなり、また敵車もプレイヤーが購入できるパーツ・トラックだけで組まれているため、他作品と比べ車輌の多様性に欠ける(スペシャル版ではダンプやミキサー車などが追加されてはいるがアートアップ不可となっているため単調さを改善するには至っていない)。逆に言えばライバル専用パーツが存在しないため、全国制覇・男花道夢浪漫モードの各ライバルの登場車両を完全再現することができる。
- 全編においてキャラクターボイスは収録されていない。またレース中のボイスに関しても新規録音は無く、前作で使用された菅原文太のボイスをそのまま流用している。
- 「一番星」の名前は本作でも使われているが、登場人物のニックネーム(=男花道夢浪漫モードの主人公の父親)として使用されており、乗っているトラックも他作品の「一番星」とは全くの別物となっている。本作では敵車としての登場ではなく、プレイヤーが操縦することとなる。
- レース中に処理落ちが発生しやすい（中央圏コースで顕著）。
- 前作同様にライバルのAIで「ブロックする」「プレイヤーのスリップストリームを避ける」概念が存在する。ただし前作の田仲やりこ、文次郎らのように戦法を途中で切り替えるというわけではなくライバルごとに走行中の思考はひとつで固定されている。また一部のライバルにおいては車線変更の時の素早さが異なっていたりする。

#### 登場する車両
カッコ内はゲーム内での名称。

##### 中型トラック
- 三菱ふそう・ニューファイター（五菱・セクター） - 低速性能重視
- 日野・スペースレンジャー（伊野・レンジャー） - 高速性能重視
- 日産ディーゼル・ファインコンドル（月産・イーグル） - 中速性能重視
- いすゞ・フォワード（位筒・フォールド） - 総合性能重視

##### 大型トラック
- 三菱ふそう・スーパーグレート（五菱・グランド） - 低速性能重視
- 日野・スーパードルフィンプロフィア（伊野・プロスパー） - 高速性能重視
- 日産ディーゼル・ビッグサム（月産・ビッグサン） - 中速性能重視
- いすゞ・ギガ（位筒・メガ） - 総合性能重視

##### その他
『男花道夢浪漫スペシャル』で追加された車種。いずれもカスタマイズは不可。
- マツダ・タイタン（益田・たい焼き屋） - 中型、総合性能重視
- 三菱ふそう・エアロバス（五菱・バス） - 大型、総合性能重視
- マツダ・タイタン（益田・焼きイモ屋） - 中型、総合性能重視
- 日野・スーパードルフィンプロフィア（伊野・ミキサー車） - 大型、高速性能重視
- 日産ディーゼル・ファインコンドル（月産・ごみ収集車） - 中型、中速性能重視
- 三菱ふそう・スーパーグレート（五菱・ダンプ） - 大型、高速性能重視
- いすゞ・スーパーメディック（4WD）（位筒・救急車） - 中型、中速性能重視
- 日野・スーパードルフィンプロフィア（伊野・はしご車） - 大型、高速性能重視
- 日産・フェアレディZ Z33（月産・パトカー） - 中型、高速性能重視

#### BGM楽曲
サウンドトラック盤は『爆走デコトラ伝説 男花道夢浪漫 オリジナルサウンドトラック』（品番:CRCN-20291）として2003年2月21日に発売された。詳細な収録曲は同項目を参照。

#### 爆走デコトラ伝説　男花道夢浪漫スペシャル
- 『爆走デコトラ伝説 男花道夢浪漫』に車種を追加し、「PlayStation 2 the Best」シリーズとして発売された廉価版。

### 真・爆走デコトラ伝説 ～天下統一頂上決戦～
（プレイステーション2用、2005年2月10日 / 廉価版（Spike The Best）、2006年7月13日、スパイク・ジャレコ）
シリーズの原点に戻り、『初代』及び『芸術伝』（本項では2作品を合わせて表記する場合「旧2作」と記す）のスタッフが再結集する。
ディレクターにジャレコへ転じた細渕哲也、監修とアートデザインに関口操、演歌歌手に北岡ひろし、越乃ひかる、神園さやか、縣ひろ子（安藤ひろ子）を起用し、サウンド製作者として『デコトラ伝説』シリーズに参加している志倉千代丸と『芸術伝』に参加したスキャット後藤（後藤重満）が参加している。
ロゴには「DECO-TORA X GEIJUTSU-DEN」と旧2作からの続編であることをアピールしている。
今作のメイン車両は日野・スーパードルフィン プロフィアのウイング車をベースにした「芸術丸IV」で、芸術丸シリーズとしては初の大型車である。

#### ゲーム概要
本作ではメインモードである「全国制覇」のほかに、『初代』から復活した「頂上戦争」（タイムアタックモード）及び「男の華道」（ストーリーモード）と、新たに登場した「名車勝負」「グランドカミオン」、さらにライバル車両や絵柄を鑑賞できる「車両図鑑」と「絵柄図鑑」の7つのモードで構成されている。
各モード選択や「全国制覇」での全国地図による行先選択等『初代』の雰囲気を出しつつも、レース画面や操作方法、ショップ(関口工芸)など基本的なシステムは『芸術伝』をベースにし、レース画面外のBGMもそれぞれで使われたものを使用している。
それによりスパイク系の2作にあったニトロ機能「男の気合」や一般車のスリップストリームが廃止された。
ゲーム画面のメーター上部に緑のゲージが3つ表示されているが、今作では速度灯であり特に使用されていない。さらに敵車両を含むほかの車両にぶつかった時にはゲージ脇に「やばい!」と表示される。
北陸自動車道は削除されたが、首都高速湾岸線をイメージした湾岸自動車道と北海道の峠道がコースに加わる。
関口親分がショップ（関口工芸）と頂上戦争のタイムアタックだけでなく、全国制覇モードにも「芸術丸」シリーズで登場する。
関口親分も含めライバルも含め全キャラがフルボイスになった。そのほかに志倉や北岡（友情出演）もエンディングにクレジットされている。
- 全国制覇

全国制覇モードは序章の「改新の旅立ち」と本章の「果てしなき戦い」、そして終章の「伝説への挑戦」という3つの章から構成される。
『初代』の日本地図からの選択が復活したことにより『芸術伝』で採用された行先伝票を選択するモードは採用されていないが、到着後の納品書へのサインは採用されている。
最初に選択できる車両は志野旧型・志野・光岸・いつずの中型ハコ（4t車）4種。メーカーごとに若干の性能差がある。
モードを進めると能力値を4LV(レベル4)まで上げることができ自車の性能を強化することが可能。今作では難易度によって重点的に伸ばす性能が決まっており(「かんたん」=スタートダッシュ、「ふつう」=最高速、「むずかしい」=コーナリング)、進行途中で難易度を変更するとそれに準じたパラメーターの振り分けとなる。
使用できる車種に小型（2tカーゴ車）と超大型（セミトレーラ）が加わり、計6種類が保有できるようになった。ただし芸術伝同様に1種類につき1台しか保有できない。
今回のライバルは、使用するトラックやドレスアップによって10種のグループ分けがなされており、プレイヤーが搭乗しているトラックに対応したグループのみ挑戦が可能。
ライバルも旧2作に登場した人物に加え、今回新たに有名外国人をモチーフにした人物などの追加もある。ただし、追加キャラに関しては一部名前を変更されている。
レース中のBGMもそれに合わせて、旧2作に登場したライバルはそれぞれで使われた曲を使用し、追加されたライバルには新規追加曲を使用している。今回新たに全国制覇モードでライバルとして登場する関口親分については『芸術伝』の「風に吹かれて」を使用している。
ライバルの搭乗車種にアメリカンコンボイや一般公道では走行不可能な工事現場用の超大型ダンプ等も登場する。
運ぶ荷物がライバルによって固定されており、前述のグループ制もあって過去作品のように「壊れにくい荷物だけを選んでゲームを進める」という事が不可能になった。さらに接触回数や車線などを規制された条件戦が追加され、難易度は非常に高くなっている。
通常のゴール時は「勝利」か「敗北」と表示されるが、ライバルの指定する条件によってはライバルより後にゴールしても負けとはならず、その場合は「成就」と表示される。
天下一になると、敵を大きく引き離すと自車のスピードが落ちてくる。最終的には100km/hまで落ちてくる。
峠S、R改は車両図鑑には載るものの搭乗できない。武田のスポーツカー、ヤクザの高級車、桜木のミニパトは全国制覇モードのライバル車両ではないため、車両図鑑にも載らない。ヤクザの「暴走ダンプ」のみ、ある条件を満たすと図鑑に登録されるが搭乗不可。
大型車の搭乗資格は『芸術伝』同様、教習所クリアで搭乗できる。本来であれば、セミトレーラーの運転には牽引免許が必要だが、ゲーム内では牽引免許取得のために教習所に再び通う必要はない。
- 男の華道

今作は「伝説のトラック野郎」「激闘なにわ紛争」「男の華道一人旅」の3本構成。
各話に『初代』で登場したキャラクター（桜木美紀、藤沢久美、武田橋ノ介など）に加え、蟹崎譲治や朝倉かずみなど『芸術伝』のキャラクターも登場する。ただし、一部キャラ設定が変更されている（例として、武田橋ノ介は初代では「武田商事の次期社長」であったが、今作では「ナンパ師」となっている、など）。
さらに藤沢久美と朝倉かずみが先輩後輩の間柄だったり、文次郎・大倉と蟹崎譲治とのやり取りがあるなど、2作間での人間相関も発生する。
「激闘なにわ紛争」で発生する喧嘩では、それまでのルーレットでのバトルからスロットによるバトルに変更された。
- 頂上戦争
- グランドカミオン

最高5台のトラックがサーキットで競走するモード（ただし全国制覇モードの自分のトラックは出走できない）。
- 車両図鑑・絵柄図鑑

クリアした相手のトラックを鑑賞できる「車両図鑑」に加え、ゲームに登場した実在のトラック同士を対決させる「名車勝負」が新設された。
これで勝つと、使用したトラックのペイントが荷台の絵柄コレクション「絵柄図鑑」に登録されて鑑賞できる。

#### デコトラのパーツ・ペイント等
- 芸術伝と同様、こだわりシステムによりアンドンの配色を変更でき、模様・文字入りが基本となった。しかし彩度は変更できないため「同じ青色の設定なのにパーツによって微妙に色みが違う」という現象が起きるようになってしまっている。またパーツの変形が可能となり、主に前後方向(フロント&リアバンパー、バイザー、デッキ&荷台ロケット、ミラー、ダンプと平ボディーのプロテクターのガード部分)と上下方向(はしご、ダンプの荷台、ハコのカサ上げアンドン)、シートキャリアの大きさを変更できる。
  - また「技ありシステム」と「究極奥義」も踏襲されているが、「巨大パーツ」は廃止、「黄金」は「ゴールド系」、「色彩」は「アンドン系」、「関東系」は「メッキ系」へと名称変更、「ウロコパーツ」は「レトロ系」に統合された。
- ヒューマン系にみられるパーツの数のばらつきは今作でも改善されていない。
- 流れる電飾が施されたミラーとはしごが廃止されてしまった。
- サイドバンパーとリアバンパーが自車のみつながらない(ダンプで顕著)。
- 敵車のパーツに比べて、自車用パーツは現実離れしたリアルさに欠けるものが多く、現実的なパーツは減ってしまっている。
- また、敵車に比べて自車用パーツのテクスチャやモデリングが荒く、グラフィックも青白くメッキ感がないなど、ヒューマン系にみられる自車と敵車のパーツのグラフィックの格差が今作でもかなり発生している(ただし色変更が可能なパーツではある程度違和感を無くすことはできる)。
- 2t車は本来ベッドスペースは無いが、なぜか内装カスタムで描かれている。
- パーツはストック不可能。その代わり外装・内装パーツに限り現在ついているパーツを自動で下取りに出して新しいパーツを格安で装備することができる。一方でペイントはストックもできなければ下取りもないので、闇雲に購入すると所持金(AP)不足に陥りやすい。

#### 登場する車両
カッコ内はゲーム内での名称。

##### プレイヤー選択可能車種
- 日野・デュトロ（志野小型）
- 三菱ふそう・キャンター（光岸小型）
- いすゞ・エルフ（いつず小型）
- 日野・レンジャー（2代目）（志野旧式）
- 日野・スペースレンジャー（志野ハコ・ダンプ・ヒラ）
- 三菱ふそう・フルコンファイター（光岸ハコ・ダンプ・ヒラ）
- いすゞ・フォワード（いつずハコ・ダンプ・ヒラ）
- 日野・スーパードルフィンプロフィア（志野大型）
- 日野・スカニア（志野超大型）
- 三菱ふそう・スーパーグレート（光岸大型・超大型）
- いすゞ・810（いつず大型・超大型）

##### ライバル車種
- ピータービルト379（超大型）-赤、青、緑

##### NPC専用車両
いずれもプレイヤーが使用することはできない。
- 日産・シルビア（峠S）
- 日産・スカイラインGT-R（R改）
- スズキ・スイフト（ミニパト）
- トヨタ・セルシオ（ヤクザカー）
- フェラーリ・360モデナ（スポーツカー）

#### その他
- パーツの格差と同様、プレイヤーのトラックのモデリングはデフォルメ調で荒く、全体的にリアルさに欠ける。初代のようにプレイヤーのトラックだけ縦に長く、敵車とのモデリングにかなりの差異・格差が生じている。
  - 旧2作での「運転席にも安全窓が付いている」という現象は改善されたが[16]、どのトラックを選んでもキャブの側面が日野・レンジャー（2tは日野・デュトロ）のグラフィックというミスが存在する。
- 発売当時『芸術伝』に関しての権利はTYOが保有していたため、当時の公式サイト（現在は閉鎖）では芸術伝の名の付くページごとに（アートカミオン芸術伝は）TYOの登録商標であることを表記し、ゲーム内でのエンドロールでは芸術伝の権利保有者（コンテンツホルダー）としてTYOの名前がクレジットされていた。
- 関越自動車道で対決する場合、関口工芸が関越道の通っている埼玉県東松山市にある関係で、関越道でのバトル時にコースをよく見ると前半に「東松山インターチェンジ」の表示がある。
- デコトラが登場する実写版のエンディングムービーは芸術丸I・III・IVを含めた11台のデコトラとともに、埼玉県の東松山箭弓稲荷神社で収録された。このエンディングにはスタッフロールの入る通常版とスタッフロールの入らないノンクレジット版がある。
- 『芸術伝』では縣ひろ子（安藤ひろ子）の「マニキュア」が2コーラスでフェードアウトされた状態で収録されていたが、本作ではフルバージョンで収録されている。
- 大型車のフロントオーバーハングとホイールベースや小型車のホイールベースは実車と比べると長い。
- セミトレーラーはヘッドとトレーラーが一体化しており、首ふりもしない。ただし、旋回時の車体のロールはヘッドのみ発生する(超大型のライバル車両である「獣王丸」と「龍桜丸(実車では「龍櫻丸」)は首ふりも車体のロールもせず大型車のような傾き方をする)。
- レース中、特に夜間のレースで処理落ちが見られる。さらに、PS2本体の型式によっては、レース中のフリーズや深刻なテクスチャ化けが発生することもある。
- 全国制覇モードの登場人物「大倉」のセリフや車両購入時の解説など、テキストにいくつかミスが存在する。
- ライバル車両の中に前2軸車や4軸車の車両がある中、実車が異径低床4軸車[17]である「竜神丸」（『初代』のみ雷神丸）は『初代』から3軸車のままだったが、今作でも修正されることはなかった。

#### BGM楽曲
サウンドトラック盤は『真・爆走デコトラ伝説 〜哀愁挽歌集〜』（品番:SCDC-00400）として2005年3月2日に発売された。詳細な収録曲は同項目を参照。

## 関連作品及び派生作品

### 爆走デコトラ伝説 for WonderSwan
（ワンダースワン、1999年12月29日　ヒューマン・加賀テック(ナグザット)）

### 爆走デコトラ伝説GBスペシャル 男度胸の天下統一
（ゲームボーイカラー専用、2000年7月21日、ヒューマン・KID）
- ゲームモードはストーリーモードの全国制覇と、通信対戦の2種類。
- ゲームシステムは初代同様で、ニトロや男の気合はない。
- ボタン数の問題で排気ブレーキは存在せず、十字キーの上でクラクション、下でボイスになっている。
- 収録BGMは初代の物と同じ。ただし、ハードの制約上歌を流すことが出来ない為、画面下に歌詞の字幕が出る。なお、ポーズをかけても曲と字幕は止まらない。ボイスも画面上に文字が出て、SEが鳴るようになっている。
- 積荷を選択可能で、積荷によってコースが決まる。選んだ積荷によっては2区間以上移動することもある。
- ゲームを進めると軽トラック、ダンプカー等を手に入れてバトルする事も可能であるが、改造は出来ない（改造度は自分のトラックの物が適用される）。消防車などの荷物を積むスペースのない車でも普通に荷物を積むことができる。

#### デコトラのパーツ・ペイント等（男度胸の天下統一）
- 関口親分は登場せず、ショップの店主は「おやじ」である。
- ショップはパーツとチューンに分かれている。
- パーツはショップで購入できるほか、バトルに勝つと敵車のパーツを入手できる。
- チューンは低回転域トルク、中回転域トルク、最高速、ブレーキの4種類で、改造度は10段階ある。一度上げると下げることは出来ないが、任意のタイミングで改造することができる上、資金さえあれば数段階一気に上げる事も可能なので自由度は高い。ストーリーを進めて主人公が運送会社から独立するまでは5段階までしか改造できない。

### 全国デコトラ祭り
（Wii用、2008年2月28日 ジャレコ）
本シリーズには入っていないが、ヒューマン系作品のスタッフが開発したデコトラゲーム。
イメージキャラクターとしてRIKIが起用され、プロデューサーに細渕哲也、監修に関口操、エグゼクティブプロデューサーとして志倉千代丸も参加している。
BGMが演歌ではなくなったため、ヒューマン系の3作品でBGM歌唱を行った北岡ひろしはメインではなくなったものの、今作でも参加している。
ヒューマン系スタッフが最後に手掛けたデコトラゲームであり、今作以降は据え置き機では他社作品も含めて、デコトラを題材としたゲームは一切リリースされていない。

### 爆走デコトラ伝説 BLACK
（ニンテンドーDS、2008年3月20日、スパイク・ディアフィールド）

### 爆走デコトラ伝説 全国走破
（ソーシャルゲーム（Mobage）、2011年8月1日、スパイク・チュンソフト）
Mobage向けに提供されていたソーシャルゲーム。フィーチャーフォン対応で基本料無料のアイテム課金制であった。2012年10月26日にサービス終了。この作品を最後に、本シリーズの新作はリリースされていない。